# Dorna Sports
Dorna Sports S.L. es la empresa organizadora del Mundial de Motociclismo que se celebra bajo la marca MotoGP, del cual posee los derechos de explotación comercial.
Constituida en 1988 como una empresa para la gestión y promoción del deporte, se encuentra ubicada en Madrid (España), y cuenta con oficinas y filiales en Barcelona, Ámsterdam, Londres y Roma. Aunque originariamente fue creada por el Banco Banesto con el nombre Dorna Promoción del Deporte, la compañía fue vendida a CVC Capital Partners en 1998 cuando la actividad de la empresa a nivel internacional fue ganando peso y, como consecuencia de ello, fue rebautizada a Dorna Sports. Desde 2006, el accionista mayoritario es el fondo de inversión Bridgepoint Capital.

## Derechos adquiridos
Desde 1992 Dorna posee, de manera exclusiva, los derechos comerciales y de televisión del Campeonato Mundial de Motociclismo MotoGP. Además, desde 2001 ostenta también los derechos comerciales y de televisión del Campeonato del Mundo Supercross GP y, desde 2013, del Campeonato Mundial de Superbikes. La compañía también participa en la administración y promoción de otros eventos relacionados con el mundo del motor como el Campeonato de España de Velocidad (CEV), el Campeonato Británico de Superbikes (BSB) y el Campeonato del Mundo de Trial Indoor y Trial Outdoor.

## Propiedad
La compañía fue creada por el Banco Banesto con el nombre Dorna Promoción del Deporte. En 1998, cuando la actividad de la empresa a nivel internacional se consolidó, fue vendida a CVC Capital Partners y, como consecuencia de ello, su nombre cambió a Dorna Sports. La compra, supervisada por el directivo de CVC Hardy McLain, tuvo un coste de, aproximadamente, 80 millones de dólares (71,50 millones de euros), la mitad de los cuales se destinó a saldar la deuda que mantenía Dorna con sus acreedores. McLain, uno de los fundadores de CVC y exdirectivo de Citibank (CVC se creó a partir de Citibank en 1981), que acudió a varios Grandes Premios de motociclismo en 1998, depositó su confianza en el presidente de Dorna, Carmelo Ezpeleta, manteniendo, tanto a este, como a su consejo de administración casi por completo español, en la dirección de la compañía.

### Venta
En noviembre de 2005, CVC Capitals Partners anunció su intención de invertir en la Fórmula 1 a través de la compañía Alpha Prema UK Limited, creada expresamente a tal efecto.
Para ello, adquirió parte del accionariado de SLEC Holdings, poseedora de los derechos comerciales de la Fórmula 1 y matriz del conglomerado de empresas de la Fórmula 1, como Formula One Holdings (FOH), Formula One Administration (FOA) o Formula One Management (FOM). Concretamente, en noviembre de 2005, se hizo con el 25% de las acciones que Bambino Holdings poseía en SLEC y con el 48% de las acciones que Bayerische Landesbank ostentaba. Un mes más tarde, en diciembre de 2005, compró las acciones de JP Morgan Chase en SLEC, un 14,1%, aglutinando de esa manera un porcentaje total de participaciones de en torno al 86% del accionariado de SLEC. Estos acuerdos fueron aprobados por la Comisión Europea el 21 de marzo de 2006 aunque quedaron sujetos a la venta de Dorna Sports.
Con la venta de Dorna Sports, la Comisión Europea se aseguró que la inversión de CVC realizada en la Fórmula 1 no generara problemas futuros de libre competencia. En palabras de la propia Comisaria de Competencia Neelie Kroes: “Cuando las dos competiciones de motor más importantes de la Unión Europea, la Fórmula Uno y MotoGP, acaban en manos de un mismo propietario, existe el riesgo de que se produzcan aumentos de precio en los derechos de televisión de dichos eventos, así como de que se reduzcan las posibilidades de elección del consumidor final. Estoy satisfecha con los compromisos adquiridos por CVC, ya que eliminarán ese riesgo.” Así, el 28 de marzo de 2006, CVC vendió su participación en Dorna Sports, de un 71%, por un total de 400 millones de libras (525 millones de euros, aproximadamente) a Dorna Sports Management.

### Prácticas cuestionables
En 2005, con el crecimiento de Internet, Dorna decidió exigir el pago de acreditaciones de prensa a los medios online, algo que generó polémica. La tasa iba desde los 100 euros hasta los 1.000 euros. La mayoría de publicaciones relevantes dieron la espalda a esta imposición por parte de la organizadora de los eventos.